# Nordkoreas järnvägar

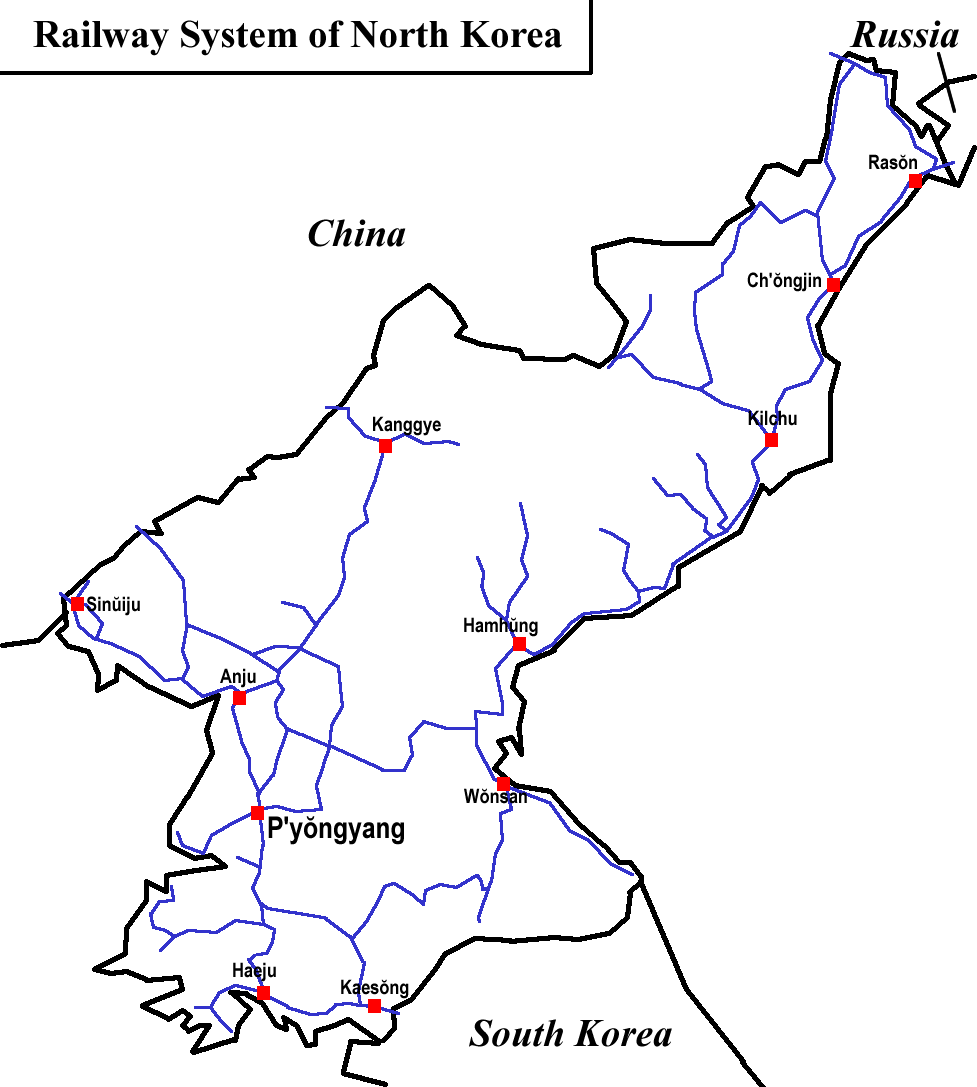
Linjekarta

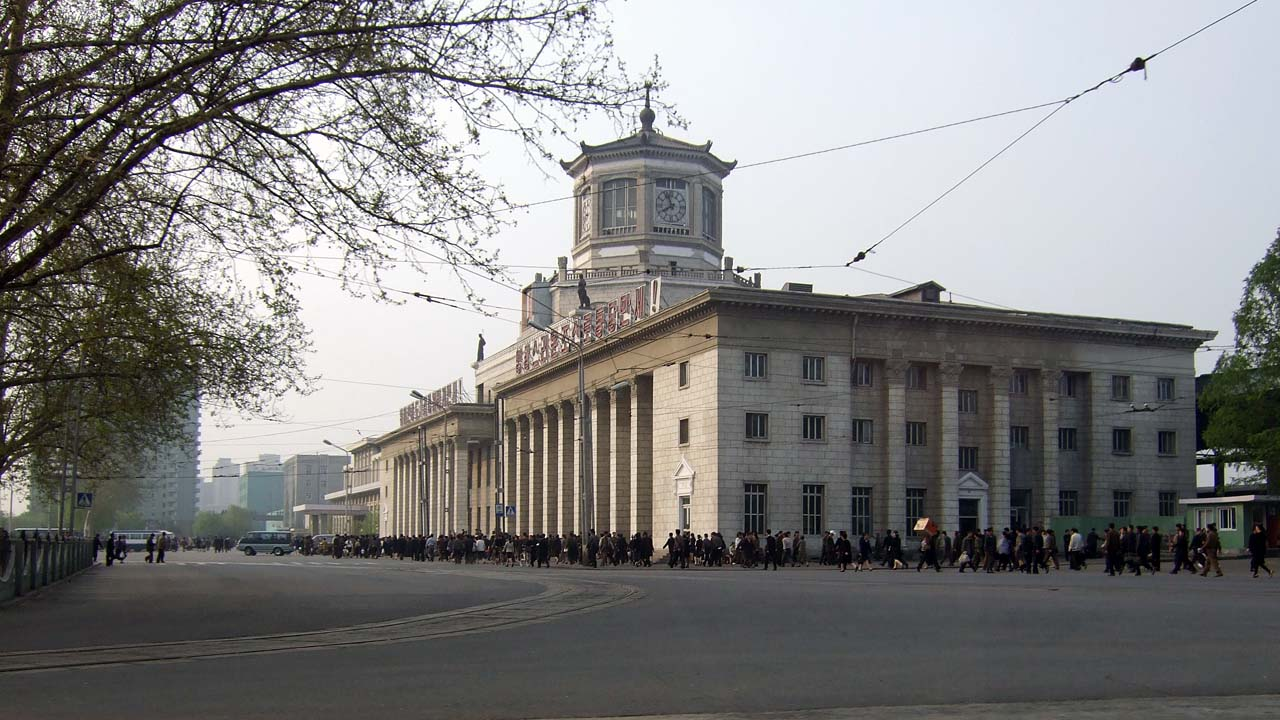
Centralstation i Pyongyang

Chosŏn Minjujuŭi Inmin Konghwagukŭi Ch'ŏlto (조선민주주의인민공화국의 철도, järnvägarna i den demokratiska folkrepubliken Korea) är den nordkoreanska statliga järnvägen. Järnvägssträckorna är på 5 200 km varav 4 500 km är standardspårbredd.  Det finns en smalspårig järnvägslinje på Haejuhalvön.